# Лопата (община Жужемберк)
Вижте пояснителната страница за други значения на Лопата.
Лопата (на словенски: Lopata) е село в Словения, регион Югоизточна Словения, община Жужемберк. Според Националната статистическа служба на Република Словения през 2015 г. селото има 78 жители.